# 特懷萊特灣
68°32′S 69°48′E / 68.533°S 69.800°E
特懷萊特灣（英語：Twilight Bay）是南極洲的海灣，位於麥克羅伯特森地，處於阿梅里冰架西部，由澳大利亞探險隊的空中照片被繪入地圖，現時由南極條約體系管理。